# 풍운아 (1968년 영화)
"풍운아"는 1968년 공개된 대한민국의 영화이다.

## 배역
- 신영균
- 김지미
- 전계현
- 최남현
- 한은진
- 박성일